# 2714 Матті
2714 Матті (2714 Matti) — астероїд головного поясу, відкритий 5 квітня 1938 року.
Тіссеранів параметр щодо Юпітера — 3,597.